# Idioma cararí
El cararí (o Kararí) es una lengua extinta de la familia arawak, hablada previamente en Brasil a lo largo del río Mucuim, un afluente del río Purús. Ramirez (2019) clasifica el cararí dentro del grupo arawak del Purús.
Se conservera una lista de vocabulario de 72 términos recopilada por Johann Natterer en 1833.

## Vocabulario básico
Algunas palabras básicas de la lista de Johann Natterer (1833) (Ramirez 2019: 747; 2020: 250-251) son:
| GLOSA     | Cararí         |
| --------- | -------------- |
| 'cabeza'  | tóɨ́-ri         |
| 'frente'  | tehoa-ri       |
| 'cabello' | pitʃi-ri       |
| 'oreja'   | talho-ri       |
| 'ojo'     | ôtu-rɨ         |
| nariz     | ʃiʃi-rɨ        |
| boca      | nama-ri        |
| diente    | ahɨ-ri         |
| lengua    | nan-ti         |
| uña       | terrapa-hoa-ri |
| pie       | kapala-ri      |
| pie       | kapeta-ri      |
| muslo     | itepa-hoa-ri   |
| mano      | kahapɨ-ri      |
| dedo      | heoa-ri        |
| brazo     | kano-ri        |
| barriga   | hoato-ri       |
| pene      | ostʃi-ri       |
| vagina    | budnari        |
| árbol     | hamuna         |
| sol       | atukari        |
| día       | alatekari      |
| trueno    | itoronakari    |
| luna      | ahutʃɨ         |
| estrella  | bokatu         |
| agua      | unɨ            |
| río       | iraua-hãn      |
| lago      | ipoa-hãn       |
| viento    | opihãn         |
| piedra    | jepolihali     |
| fuego     | iriri          |
| noche     | jari           |
| rojo      | tutʃale        |